# Norway Pelagic
Norway Pelagic (OSE: NPEL) — норвежская компания по производству и экспорту пелагических рыб для пищевого потребления, таких как атлантическая сельдь, скумбрия и мойва. Компания перерабатывает около 50 % от общего объёма пелагических рыб, выгруженных в Норвегии. Котируется на фондовой бирже Осло. Главный офис компании находится в Олесунне.

## Деятельность
Контролирует 15 заводов вдоль норвежского побережья. Компания полностью владеет фабриками в Соммарёй, Лёднинг, Будё, Лиаваг, Селье, Калваг, Флурё, Эустеволл, Кармёй и 3 фабриками в Молёй. Также частично контролирует фабрики в Трена (Modolv Sjøset AS (66 %)), Сиревог (Sir Fish AS (60 %)) и Хоннингсвог (North Capelin Honningsvåg AS (50 %)). Кроме того, компания владеет 25 % акциями в Shetland Catch Ltd, Шетландские острова, Великобритания. Основная деятельность компании — производство свежезамороженной атлантической сельди и филе атлантической сельди, свежезамороженной скумбрии и мойвы. Компания также занимается производством североатлантической ставриды, филе скумбрии и икры атлантической сельди и мойвы. Почти вся продукция экспортируется. Norway Pelagic имеет долгие традиции в экспорте рыбы в Японию, Россию, Украину и Германию.
В 2009 году получила сертификат от Marine Stewardship Council, сокр. MSC (Совет по экологически рациональному использованию морских ресурсов), за достижения в производстве экологически чистой рыбы как норвежской весенненерестующейся сельди, североморской сельди и атлантической скумбрии. Сертификат вылова MSC гарантирует, что вся продукция этих пород рыб в Norway Pelagic производится без влияния на окружающую среду. Однако в апреле 2012 года сертификация скумбрии была приостановлена в связи с конфликтом о разделе квоты между Норвегией/ЕС и Исландией/Фарерскими островами.

## История и ключевые события

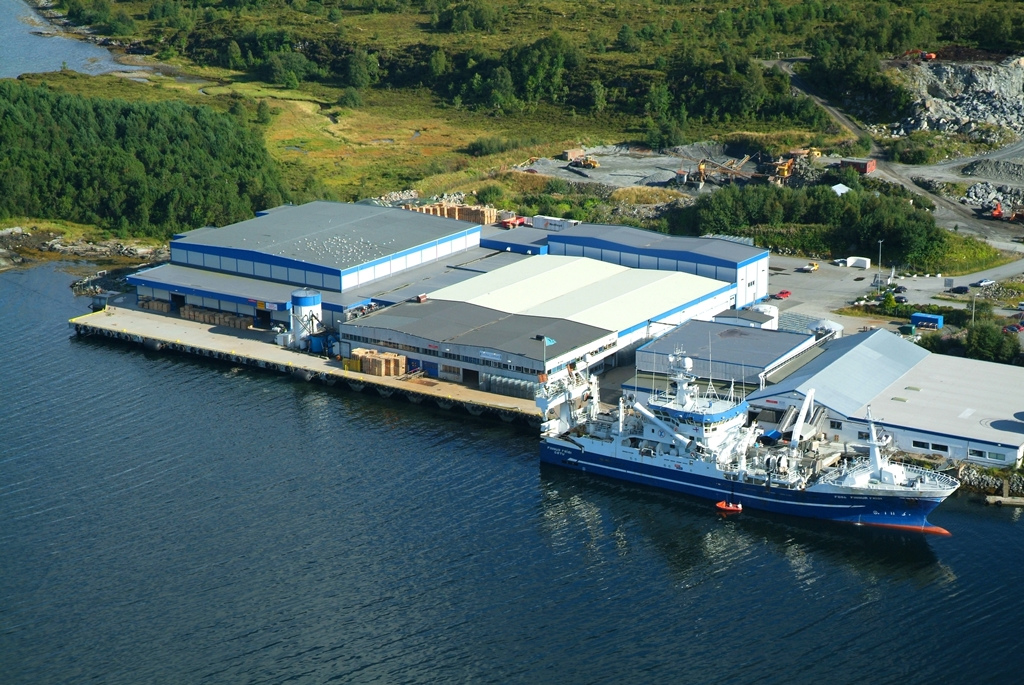
Фабрика в Liavåg, Norway Pelagic

Была основана в 2007 году в результате слияния Domstein Pelagic, Global Fish, Bergen Fiskeindustri, Koralfisk и Bernt Hansens Eftf. Годом позже, в июне 2008-го, компания была зарегистрирована на фондовой бирже в Осло. В 2009 году выкупила фабрику в Лёднинге, которая занимается производством сельди, филе сельди и мойвы. В 2010 году также выкупила два завода в Молёй — Еmy Fish и Brødr Myhre, специализирующихся на производстве филе сельди.
В июле 2010 года группа компаний Austevoll Seafood ASA приобрела пакет акций Norway Pelagic ASA у группы компаний Domstein ASA и стала крупнейшим акционером Norway Pelagic ASA. В июне 2011 года произошло слияние Austevoll Fisk AS и Norway Pelagic AS с целью интегрирования пелагического производства в Austevoll с Norway Pelagic.
В августе 2011 года главный офис компании был перенесен из Молёй, коммуна Вагсёй, в Олесунн.